# Federico Piran
Federico Piran (Albignasego, 5 marzo 1956 – Montegrotto Terme, 12 maggio 2013) è stato un rugbista a 15 e allenatore di rugby a 15 italiano.

## Palmarès
- Campionati italiani: 2
Petrarca: 1976-77, 1979-80